# Ломпірт
Ломпірт (рум. Lompirt) — село у повіті Селаж в Румунії. Входить до складу комуни Сермешаг.
Село розташоване на відстані 407 км на північний захід від Бухареста, 21 км на північний захід від Залеу, 83 км на північний захід від Клуж-Напоки.

## Населення
За даними перепису населення 2002 року у селі проживали 876 осіб.
Національний склад населення села:
| Національність | Кількість осіб | Відсоток |
| -------------- | -------------- | -------- |
| угорці         | 653            | 74,5%    |
| цигани         | 112            | 12,8%    |
| румуни         | 110            | 12,6%    |

Рідною мовою назвали:
| Мова      | Кількість осіб | Відсоток |
| --------- | -------------- | -------- |
| угорська  | 653            | 74,5%    |
| циганська | 113            | 12,9%    |
| румунська | 110            | 12,6%    |